# ВПО Электросетьизоляция
ВПО «Электросетьизоляция»  — комплексный поставщик изоляторов и линейной арматуры.

## История
История отечественного производства линейной арматуры и изоляторов началась с организации в октябре 1933 года решением коллегии Наркомтяжпрома технической конторы «Армсеть» — организации по проектированию, производству, комплектованию и сбыту сетевой арматуры, изоляторов и монтажных приспособлений для строительства высоковольтных линий электропередачи и подстанций Наркомата электростанций СССР, которой был передан изоляторный завод им. Артема в г. Славянске.
В короткие сроки были внедрены в производство все типы необходимой сцепной, поддерживающей и натяжной арматуры. Были разработаны отечественные клиновые и болтовые зажимы, зажимы с ограниченной прочностью заделки, гасители вибрации, что позволило отказаться от крупных зарубежных поставок этих важных для развития отечественной промышленности изделий.
В годы Великой Отечественной войны Славянский завод был разрушен, а строительство высоковольтных линий электропередачи в восточных районах страны осуществлялось за счёт демонтажа ранее действовавших линий.
В 1944 году Славянский арматурно-изоляторный завод (САИЗ) был восстановлен и было выпущено 60 тыс. шт. подвесных изоляторов для линий электропередач.
В послевоенный период потребность в изоляторах и арматуре с каждым годом возрастала в связи с широкомасштабным строительством в СССР высоковольтных линий электропередачи, поэтому в мае 1953 года Министерство строительства электростанций СССР утвердило план строительства нового завода по производству изоляторов и линейной арматуры в Южноуральске Челябинской области (ЮАИЗ) с целью расширения производства и уменьшения их импорта из-за рубежа.
В 1955 года в состав треста «Армсеть» включён Харцызский литейный завод для обеспечения отливками заводов САИЗ и ЮАИЗ.
В 1963 году трест «Армсеть» был реорганизован в трест «Электросетьизоляция». В этом же году создана Центральная научно-исследовательская лаборатория (ЦНИЛ) по изоляторам и арматуре.
В 1964 году началось строительство нового завода изоляторов во Львове, и в 1970 году введён в эксплуатацию Львовский изоляторный завод.
В 1970 году на базе ЦНИЛ было организовано СКТБ с рядом основных лабораторий и экспериментальной базой, начато строительство высоковольтного исследовательского комплекса. В СКТБ введено в эксплуатацию уникальное испытательное оборудование для напряжения 750 кВ включительно. Усилиями сотрудников СКТБ разработаны проекты для первых ЛЭП 500, 750, 1150 кВ, уникальных переходов через Днепр, Волгу, Обь. Ими же была создана уникальная арматура для ЛЭП 1800 кВ.
В 1971 году Товарковский завод высоковольтной арматуры передан в состав Государственного Союзного треста «Электросетьизоляция».
В 1975 году в состав треста включён Новосельцевский опытный завод линейной и подстанционной арматуры.
В 1980 году трест был преобразован во Всесоюзное производственное объединение «Союзэлектросетьизоляция».
Продукция треста находила своё применение на всех крупнейших стройках Советского Союза, включая такие известные объекты, как Московский метрополитен, Саяно-Шушенская ГЭС и Байкало-Амурская магистраль.
В 1981 году за достигнутые успехи Всесоюзное производственное объединение «Союзэлектросетьизоляция» было награждено орденом Трудового Красного Знамени.
После распада СССР в 1991 году на территории России и в составе объединения осталось три завода, выпускавших арматурно-изоляторную продукцию: Товарковский завод высоковольтной арматуры, Южноуральский арматурно-изоляторный завод и Новосельцевский завод подстанционной и линейной арматуры.
Восстановить производство линейной арматуры и изоляторов, выпускавшейся на украинских заводах, российским предприятиям удалось только в конце 1990-х годов.
После приватизации в 1994 году Всесоюзное производственное объединение «Союзэлектросетьизоляция» было преобразовано в открытое акционерное общество «ПО Электросетьизоляция».
В 2011 году ОАО «ПО Электросетьизоляция» создало закрытое акционерное общество «ВПО Электросетьизоляция».

## Настоящее время
ЗАО «ВПО Электросетьизоляция» продолжает свою работу по обеспечению электроэнергетики России изоляторами и линейной арматурой (в том числе плашечными зажимами, скобами, серьгами и др.). Совместно с ОАО «СКТБ по изоляторам и линейной арматуре» ежегодно разрабатывается несколько типов полимерных изоляторов с изолирующей частью и оконцевателем, соответствующих европейскому стандарту.
Продукция ЗАО «ВПО Электросетьизоляция» предназначена для применения на строительстве линий электропередачи и открытых распределительных устройств подстанций напряжением 0,4—1150 кВ.